# Sewahenre Senebmiu
Sewahenre Senebmiu (còn là Sonbmiu) là một vị pharaoh Ai Cập được chứng thực nghèo nàn thuộc vương triều thứ 13 trong Thời kỳ Chuyển tiếp thứ Hai. Theo nhà Ai Cập học Jürgen von Beckerath, ông là vị vua thứ 41 của vương triều thứ 13. Mặt khác, Darrell Baker đề xuất rằng ông là vị vua thứ 57 của nó. Kim Ryholt chỉ xác định rằng triều đại ngắn ngủi của Senebmiu nằm trong giai đoạn giữa năm 1660 TCN 1649 TCN.

## Chứng thực

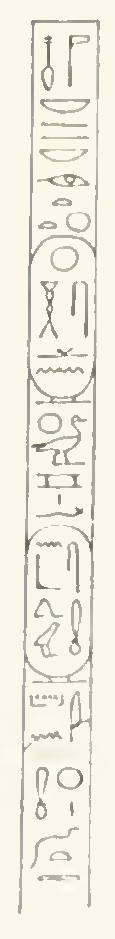
Dòng chữ khắc của Senebmiu từ Deir el-Barhi.

Senebmiu là một vị pharaoh được chứng thực nghèo nàn. Thật không may, cuộn giấy Turin đã bị hư hại nghiêm trọng sau đoạn ghi chép về Sobekhotep VII và danh tính cùng với thứ tự trong biên niên sử của 19 vị vua cuối cùng thuộc vương triều thứ 13 lại không thể xác định được từ tài liệu này. Dẫu vậy Tên ngai của Senebmiu là Sewahenre có thể vẫn được bảo tồn một phần ở cột thứ 8, dòng thứ 16 của cuộn giấy cói, nó đọc là Se[...]enre. Darrell Baker và Kim Ryholt lưu ý rằng sự quy kết này là không chắc chắn vì nó có thể trùng hợp với một vị vua ít được biết đến khác của thời kỳ này có tên là Sekhaenre.
Mặt khác, Senebmiu còn được chứng thực ở mục thứ 49 của bản danh sách vua Karnak, được biên soạn dưới triều đại của Thutmose III.
Những chứng thực cùng thời khác của Senebmiu rất ít ỏi và đều có nguồn gốc từ Thượng Ai Cập. Darrell Baker và Daphna Ben Tor đề xuất rằng đây là dấu hiệu cho thấy vương triều thứ 13 đã mất quyền kiểm soát vùng Hạ và có thể cả vùng Trung Ai Cập vào thời điểm đó.
Một mảnh vỡ của tấm bia bằng đá vôi được phát hiện bởi G.W. Fraser vào năm 1893 ở Gebelein và ngày nay nằm tại bảo tàng Anh (BM EA24895) có đề cập tới "Người con trai của Ra, từ thân thể của ngài, Senebmiu". Tấm bia này đã từng miêu tả nhà vua đội vương miện kép và có thể đang thực hiện một lễ hiến tế, nhưng phần lớn bức phù điêu này đã bị mất. Một chứng thực khác của Senebmiu đã được khai quật trong ngôi đền tang lễ của Mentuhotep II tại Deir el-Bahri, tại đây mặt bên của một naos nhỏ có khắc tước hiệu của nhà vua. Cuối cùng, một quyền trượng có mang tên ngai của nhà vua và khắc dòng chữ "Quan giữ ấn của hoàng gia, quan giám sát những người sống ở vùng đầm lầy Senebni" được tìm thấy trong một ngôi mộ mà ngay nay đã biến mất ở Qurna nằm ở bờ phía Tây của sông Nile đối diện với Karnak.